# Buffalo Bills 1965
La stagione 1965 dei Buffalo Bills è stata la sesta della franchigia nell'American Football League. Sotto la direzione del capo-allenatore al quarto anno Lou Saban la squadra ebbe un record di 10-3-1, classificandosi prima nella AFL Eastern Division. I Bills si qualificarono così per la finale di campionato in cui batterono nuovamente i San Diego Chargers per 23-0, vincendo il loro secondo titolo consecutivo.
L'attacco dei Bills, che perse la stella Cookie Gilchrist, fu solamente nella media ma fu la difesa a portare nuovamente la squadra alla vittoria del campionato, classificandosi prima nella AFL con 226 punti subiti (16,1 a partita). Tra la settimana 6 della stagione 1964 e la settimana 8 del 1965, incluse due gare di playoff nel 1964, la difesa dei Bills non concesse alcun touchdown su corsa, un record del football professionistico che resiste ancora oggi.

## Roster
| Roster dei Buffalo Bills nel 1965 |
| --- |
| Quarterback - 15 Jack Kemp - 12 Daryle Lamonica Running Back - 43 Joe Auer - 30 Wray Carlton - 34 Cookie Gilchrist FB - 33 Billy Joe HB - 20 Bobby Smith HB - 32 Donnie Stone Wide Receiver - 85 Glenn Bass - 44 Elbert Dubenion - 81 Bill Groman - 48 Pete Mills - 46 Bo Roberson LB/P - 40 Ed Rutkowski QB/RB/SE/KR Tight End - 82 Paul Costa - 80 Charley Ferguson - 84 Ernie Warlick Offensive Linemen - 77 Stew Barber T - 60 Dave Behrman C - 50 Al Bemiller G - 73 George Flint G - 79 Dick Hudson T - 67 Joe O'Donnell T/G - 66 Billy Shaw G Defensive Linemen - 88 Tom Day DE - 78 Jim Dunaway DT - 74 Tom Keating DT - 72 Ron McDole DE - 75 Dudley Meredith DT - 76 Henry Schmidt DT - 70 Tom Sestak DT Linebacker - 64 Harry Jacobs MLB - 52 Bill Laskey - 55 Paul Maguire LB/P - 56 Marty Schottenheimer MLB - 58 Mike Stratton OLB - 51 John Tracey OLB Defensive Back - 42 Butch Byrd CB - 45 Hagood Clarke SS - 24 Booker Edgerson CB - 49 Floyd Hudlow CB - 26 George Saimes FS - 23 Eugene Sykes FS - 22 Charley Warner CB Special Team - 3 Pete Gogolak K - 27 Tom Janik SS/P |
| Legenda - I rookie sono in corsivo. - Il primo ruolo è il principale mentre gli eventuali successivi indicano i ruoli secondari. - (IR) sta per Injured Reserve ed indica la lista ristretta per un solo giocatore infortunato che può tornare ad allenarsi dopo la settimana 6 e a rientrare in prima squadra dopo che questa ha giocato 8 partite. - (NF-Inj.) / (NF-Ill.) stanno rispettivamente per Non-Football Injured e Non-Football Illness ed indicano le liste dove viene inserito un giocatore che ha un infortunio o una malattia non dipendente dal football americano. - (PUP) sta per Physically Unable to Perform ed indica la lista dove viene inserito un giocatore mentre è in attesa di recuperare la condizione fisica. Nella stagione regolare dopo la sesta partita giocata dalla propria squadra, il giocatore ha tempo tre settimane per riprendere ad allenarsi, più tre settimane aggiuntive dal suo rientro agli allenamenti per rientrare in prima squadra. |

## Calendario
| Stagione regolare |              |                       |                    |                    |
| Turno             | Data         | Avversario            | Risultato          | Pubblico           |
| 1                 | 11 settembre | Boston Patriots       | V 24–7             | 45,502             |
| 2                 | 19 settembre | at Denver Broncos     | V 30–15            | 30,682             |
| 3                 | 26 settembre | New York Jets         | V 33–21            | 45,056             |
| 4                 | 3 ottobre    | Oakland Raiders       | V 17–12            | 41,256             |
| 5                 | 10 ottobre   | San Diego Chargers    | S 34–3             | 45,260             |
| 6                 | 17 ottobre   | at Kansas City Chiefs | V 23–7             | 26,941             |
| 7                 | 24 ottobre   | Denver Broncos        | V 31–13            | 45,046             |
| 8                 | 31 ottobre   | Houston Oilers        | S 19–17            | 44,267             |
| 9                 | 7 novembre   | at Boston Patriots    | V 23–7             | 24,415             |
| 10                | 14 novembre  | at Oakland Raiders    | V 17–14            | 19,352             |
| 11                | 21 novembre  | Settimana di pausa    | Settimana di pausa | Settimana di pausa |
| 12                | 25 novembre  | at San Diego Chargers | P 20–20            | 27,473             |
| 13                | 5 dicembre   | at Houston Oilers     | V 29–18            | 23,087             |
| 14                | 12 dicembre  | Kansas City Chiefs    | V 34–25            | 40,298             |
| 15                | 19 dicembre  | at New York Jets      | S 14–12            | 57,396             |

### Playoff
| Playoff |                  |                    |           |                |          |
| Turno   | Data             | Avversario         | Risultato | Stadio         | Pubblico |
| Finale  | 26 dicembre 1965 | San Diego Chargers | V 23–0    | Balboa Stadium | 30.361   |

## Classifiche
| AFL Eastern Division |    |    |   |      |     |     |     |     |
|                      | V  | S  | P | %    | DIV | PF  | PS  | STR |
| Buffalo Bills        | 10 | 3  | 1 | .769 | 4–2 | 313 | 226 | S1  |
| New York Jets        | 5  | 8  | 1 | .385 | 3–3 | 285 | 303 | V1  |
| Boston Patriots      | 4  | 8  | 2 | .333 | 2–4 | 244 | 302 | V3  |
| Houston Oilers       | 4  | 10 | 0 | .286 | 3–3 | 298 | 429 | S7  |

Nota: I pareggi non venivano conteggiati ai fini della classifica fino al 1972.

## Statistiche

### Passaggi
| Giocatore       | Comp | Ten | Yard | %    | TD | INT |
| Jack Kemp       | 179  | 391 | 2368 | 45.8 | 10 | 18  |
| Daryle Lamonica | 29   | 70  | 376  | 41.4 | 3  | 6   |

### Corse
| Giocatore    | Ten | Yard | Media | Max | TD |
| Wray Carlton | 156 | 592  | 3.8   | 80  | 6  |